# Montigny-l'Allier
Montigny-l'Allier är en kommun i departementet Aisne i regionen Hauts-de-France i norra Frankrike. Kommunen ligger  i kantonen Neuilly-Saint-Front som ligger i arrondissementet Château-Thierry. År 2022 hade Montigny-l'Allier 271 invånare.

## Befolkningsutveckling
Antalet invånare i kommunen Montigny-l'Allier
Referens: INSEE